# Уряд Бразилії
Уряд Бразилії (порт. Gabinete do Brasil), називають також Рада Міністрів (порт. Conselho de Ministros) або Урядова рада (порт. Conselho de Governo) — вищий орган виконавчої влади Бразилії.

## Голова уряду
| Печатка | Посада        | Особа                     | Фото | Час на посаді  | Час на посаді  | Партія                        | Партія | Вебсайт |
| ------- | ------------- | ------------------------- | ---- | -------------- | -------------- | ----------------------------- | ------ | ------- |
|         | Президент     | Луїз Інасіо Лула да Сілва |      | з 1 січня 2023 | нині на посаді |                               |        |         |
|         | Віцепрезидент | Жералдо Алкмін            |      | з 1 січня 2023 | нині на посаді | Соціалістична партія Бразилії |        |         |

## Кабінет міністрів
Склад чинного уряду подано станом на 29 листопада 2016 року.
| Логотип | Міністерство                                             | Міністр                                                                     | Фото | Час на посаді | Час на посаді | Партія | Партія | Вебсайт |
| ------- | -------------------------------------------------------- | --------------------------------------------------------------------------- | ---- | ------------- | ------------- | ------ | ------ | ------- |
|         | Міністерство гірничої промисловості та енергетики        | Бенто Альбукерке (Bento Albuquerque)                                        |      |               |               |        |        |         |
|         | Міністерство екології                                    | Рікардо Саллес (Ricardo Salles)                                             |      |               |               |        |        |         |
|         | міністерство цивільного дому                             | Вальтер Брага Нетто (Walter Braga Netto)                                    |      |               |               |        |        |         |
|         | Міністерство закордонних справ                           | Ернесто Арауджо (Ernesto Araujo)                                            |      |               |               |        |        |         |
|         | Міністерство регіонального розвитку                      | Роджеріо Маріньо (Rogério Marinho)                                          |      |               |               |        |        |         |
|         | Міністерство науки, технології, інновацій та комунікацій | Маркос Понтес (Marcos Pontes)                                               |      |               |               |        |        |         |
|         | Міністерство оборони                                     | Фернандо Азеведо е Сільва (Fernando Azevedo e Silva)                        |      |               |               |        |        |         |
|         | Міністерство освіти                                      | Авраам Вайнтрауб (Abraham Weintraub)                                        |      |               |               |        |        |         |
|         | Міністерство охорони здоров'я                            | Луїз Анріке Мандетта (Luiz Henrique Mandetta)                               |      |               |               |        |        |         |
|         | Міністерство жінок, сім'ї та прав людини — .             | Дамарес Алвеш (Damares Alves)                                               |      |               |               |        |        |         |
|         | Міністерство прозорості, нагляду і контролю              | Вагнер Росаріо (Wagner Rosário)                                             |      |               |               |        |        |         |
|         | Міністерство інституційної безпеки                       | Аугусто Хелено (Augusto Heleno)                                             |      |               |               |        |        |         |
|         | Міністерство соціального і аграрного розвитку            | Онікс Лоренцоні (Onyx Lorenzoni)                                            |      |               |               |        |        |         |
|         | Міністерство спорту                                      | Тарчісіо Гомес де Фрейтас (Tarcisio Gomes de Freitas)                       |      |               |               |        |        |         |
|         | Міністерство сільського господарства                     | Тереза Крістіна Корреа да Коста Діас (Tereza Cristina Corrêa da Costa Dias) |      |               |               |        |        |         |
|         | Міністерство транспорту, портів та цивільної авіації     | Маурісіо Квінтелла (Mauricio Quintella)                                     |      |               |               |        |        |         |
|         | Міністерство туризму                                     | Марсело Альваро Антоніо (Marcelo Alvaro Antônio)                            |      |               |               |        |        |         |
|         | Міністерство фінансів                                    | Пауло Гедес (Paulo Guedes)                                                  |      |               |               |        |        |         |
|         | Міністерство юстиції та громадянства                     | Серхіо Моро (Sérgio Moro)                                                   | \|   |               |               |        |        |         |